# Labuhanbatu Utara
Labuhanbatu Utara (Jawi: لابوهن باتو اوتارا) ist ein indonesischer Regierungsbezirk (Kabupaten) in der indonesischen Provinz Sumatra Utara. Mitte 2023 leben hier nahezu 400.000 Menschen – 201.177 Männer (50,63 %) und 196.154 Frauen (49,37 %). Somit kommen (rechnerisch) 102,56 Männer auf 100 Frauen bei einer Bevölkerungsdichte von 107,8 Personen je km². Der Verwaltungssitz des Kabupaten Labuhanbatu Utara ist Aek Kanopan.

## Geographie
Labuhanbatu Utara liegt im Südosten der Provinz Sumatra Utara auf Höhenlagen bis 700 Meter (im Kecamatan Aek Natas), 61 % des Bezirks sind von Wald bedeckt. Der Bezirk erstreckt sich zwischen 1°58′ und 2°50′ n. Br. sowie zwischen 99°25′ und 100°05′ ö. L. Er grenzt an die Regierungsbezirke Asahan im Norden bzw. Nordwesten, Toba im Westen, Tapanuli Utara im Südwesten, Labuhanbatu im Osten bzw. Südosten sowie Padang Lawas Utara auf ~12 km im Süden. Im Nordosten stellt die Küste der Straße von Malakka eine natürliche Grenze dar. Der 165 Kilometer lange und vier Distrikten den Namen gebende Fluss (Sungai) Kualu(h) mündet hier, unweit davon liegen zwei kleinere Inseln, die größere und nördlicher gelegene Pulau Tuahmeng und südlicher davon Pulau Boting Tongah. Fünf Dörfer haben Zugang zum Meer.
Wie der gesamte Inselstaat Indonesien so liegt auch der Kabupaten in den Tropen, wobei zwei Jahreszeiten dominieren, die Trockenzeit (Juni bis September) und die Regenzeit (Dezember bis März). Im Jahr 2020 fiel an 165 Tagen 3.246 mm Niederschlag, der meiste im November (5.090 mm an 23 Tagen), der geringste im Juni (85 mm an 8 Tagen).

Die Lage der Kecamatan

## Verwaltungsgliederung
Administrativ gliedert sich Labuhanbatu Utara in acht Unterbezirke oder Distrikte (indonesisch Kecamatan) mit 80 Dörfern (indonesisch Desa). Acht diese Dörfer besitzen urbanen Charakter und werden als Kelurahan bezeichnet. Im Jahr 2020 gab es 85.183 Haushalte mit durchschnittlich 4,32 Bewohnern pro Haushalt.
| Code 1   | Kecamatan Distrikt     | Ibu Kota Verwaltungssitz | Fläche (km²) | Einw. 2010 2 | Volkszählung 2020 | Volkszählung 2020 | Volkszählung 2020 | Anzahl der | Anzahl der  |
| Code 1   | Kecamatan Distrikt     | Ibu Kota Verwaltungssitz | Fläche (km²) | Einw. 2010 2 | Einw. 3           | 0Dichte 40        | Sex Ratio 5       | Desa       | Kelu- rahan |
| -------- | ---------------------- | ------------------------ | ------------ | ------------ | ----------------- | ----------------- | ----------------- | ---------- | ----------- |
| 12.23.01 | Kualuh Hulu            | Aek Kanopan              | 637,39       | 64.600       | 74.334            | 116,6             | 103,28            | 11         | 2           |
| 12.23.02 | Kualuh Leidong00       | Tanjung Leidong          | 340,32       | 28.457       | 34.677            | 101,9             | 100,91            | 6          | 1           |
| 12.23.03 | Kualuh Hilir           | Kampung Masjid           | 385,48       | 31.604       | 34.742            | 90,1              | 105,37            | 6          | 1           |
| 12.23.04 | Aek Kuo                | Aek Korsik               | 250,20       | 28.900       | 35.691            | 142,6             | 101,36            | 8          | -           |
| 12.23.05 | Marbau                 | Marbau                   | 355,90       | 38.195       | 42.315            | 118,9             | 102,52            | 17         | 1           |
| 12.23.06 | Na Ix-x                | Aek Kota Baru            | 554,00       | 49.690       | 57.633            | 104,0             | 105,19            | 12         | 1           |
| 12.23.07 | Aek Natas              | Bandar Durian            | 678,00       | 33.341       | 38.171            | 56,3              | 102,99            | 11         | 1           |
| 12.23.08 | Kualuh Selatan         | Damuli                   | 344,51       | 55.914       | 64.431            | 187,0             | 103,71            | 11         | 1           |
| 12.23    | Kab. Labuhanbatu Utara | Kab. Labuhanbatu Utara   | 3.545,80     | 331.660      | 381.994           | 107,7             | 103,04            | 82         | 8           |

## Demographie
Zur siebenten Volkszählung im September 2020 (indonesisch Sensus Penduduk – SP2020) lebten in Labuhanbatu Utara 381.994 Menschen, davon 188.140 Frauen (49,25 %) und 193.854 Männer (50,75 %). Gegenüber dem letzten Zensus (2010) sank der Frauenanteil um 0,06 % (167.154 Männer ÷ 163.547 Frauen).
Im Jahre 2020 bekannte sich 88,97 % der Bevölkerung zum Islam. Christen waren mit 10,36 % (35.118) vertreten, davon waren 77,83 Prozent Protestanten (27.332). Erwähnenswert sind noch 2.138 Buddhisten (0,63 %), die immerhin über 10 Klöster (8 davon im Kecamatan Kualuh Leidong) verfügten. Moscheen gab es 434, kleinere Gebetsräume (indonesisch Mushola) 89. Den Christen standen 271 Kirchen (219/52) zur Religionsausübung zur Verfügung, davon 57 im Kecamatanm Kualuh Hilir. Immerhin verfügten die 30 Hindus ebenfalls über einen eigenen Tempel.

### Soziale Daten 2020
| Merkmal                                                            | Kabupaten | 0Provinz Sumatra Utara0 |
| ------------------------------------------------------------------ | --------- | ----------------------- |
| Bev. unterh. der Armutsgrenze (Tsd.)0                              | 034,86    | 1.283,29                |
| Anteil der „armen Bevölkerung“ (indonesisch Penduduk miskin) (%)00 | 009,53    | 008,75                  |
| Arbeitslosenrate (%)                                               | 006,82    | 010,74                  |
| Lebenserwartung (in Jahren)                                        | 069,46    | 069,10                  |
| HDI-Index                                                          | 071,61    | 071,77                  |
| Analphabetenrate (in %, > 15 J.)                                   | ?         | 000,84                  |
| Abhängigenquotient (%)                                             | 049,70    | 048,32                  |
| Anteil der Altersgruppen                                           | 0Real0    | 0Prozentual0            |
| Kinder (<15 J.)                                                    | 112.7020  | 029,50                  |
| arbeitsfähige Bevölkerung (15–64 J.)                               | 255.1710  | 066,80                  |
| Rentner und Pensionäre (>65 J.)                                    | 014.1210  | 003,70                  |

### Aktuelle Bevölkerungsdaten
Nachfolgende Tabelle gibt den Einwohnerstand per 31. Dezember 2022 wieder.
| Kecamatan                 | Fläche     | Einwohner gesamt | Männer    | Frauen    | Dichte Einw. je km² | Sex Ratio (100 M/F) |
| ------------------------- | ---------- | ---------------- | --------- | --------- | ------------------- | ------------------- |
| Kualuh Hulu               | 465,51     | 77.922           | 39.425    | 38.497    | 167,4               | 102,41              |
| Kualuh Leidong            | 336,17     | 35.714           | 18.156    | 17.558    | 106,2               | 103,41              |
| Kualuh Hilir              | 585,71     | 35.369           | 18.153    | 17.216    | 60,4                | 105,44              |
| Aek Kuo                   | 300,32     | 35.228           | 18.037    | 17.191    | 117,3               | 104,92              |
| Marbau                    | 268,88     | 44.260           | 22.213    | 22.047    | 164,6               | 100,75              |
| Na Ix - X                 | 602,02     | 60.137           | 30.476    | 29.661    | 99,9                | 102,75              |
| Aek Natas                 | 608,58     | 39.779           | 20.020    | 19.759    | 65,4                | 101,32              |
| Kualuh Selatan            | 429,26     | 68.313           | 34.437    | 33.876    | 159,1               | 101,66              |
| Kab. Labuhanbatu Utara000 | 3.596,45 1 | 000396.722       | 00200.917 | 00195.805 | 110,3               | 102,61              |

| Strukturcode 1 | Kelurahan           | Fläche (km²) 2 | Einwohnerzahl 2 | Dichte Einw. je km² 2 |
| -------------- | ------------------- | -------------- | --------------- | --------------------- |
| 12.23.01.1001  | 0Aek Kanopan        | 12,33          | 17.919          | 1.453,3               |
| 12.23.01.1002  | 0Aek Kanopan Timur0 | 04,97          | 08.830          | 1.776,7               |
| 12.23.02.1001  | 0Tanjung Leidong    | 17,89          | 09.726          | 0.543,7               |
| 12.23.03.1001  | 0Kampung Mesjid     | 13,87          | 05.046          | 0.363,8               |
| 12.23.05.1001  | 0Marbau             | 16,78          | 02.698          | 0.160,8               |
| 12.23.06.1001  | 0Aek Kota Batu      | 22,00          | 06.901          | 0.313,7               |
| 12.23.07.1001  | 0Bandar Durian      | 31,53          | 06.802          | 0.215,7               |
| 12.23.08.1001  | 0Gunting Saga       | 18,91          | 08.427          | 0.445,6               |

## Geschichte
Zeitgleich mit dem Kabupaten Labuhanbatu Selatan wurde 2008 der Kabupaten Labuhanbatu Utara gebildet (Gesetz Nr. 22 bzw. 23). Hierzu wurden acht Kecamatan aus dem „Mutterbezirk“ Labuhanbatu abgetrennt und zu einem neuen Kabupaten zusammengefasst. Sie existieren noch heute in ihrer unveränderten Struktur. Bereits 1999 waren die Kecamatan Kualuh Leidong (7 Desa, aus Kualuh Hilir), Kualuh Selatan (12 Desa, aus Kualuh Hulu) und Aek Kuo (8 Desa, aus Aek Natas) gebildet worden.